# 아르테미시아 2세
카리아의 아르테미시아 2세(고대 그리스어:Ἀρτεμισία; 탄생년 미상 ~ 기원전 350년)은 페르시아 제국 아케메네스 왕조의 명목상 사트라프인 동시에 카리아의 여성 통치자였다. 당시 카리아의 사트라프는 사실상 군사와 내정권을 모두 장악해서 그 지방의 왕이나 다름없었다. 그녀는 선왕 마우솔로스의 누나인 동시에 아내였다. 그의 부친 헤카톰누스는 전임 사트라프인 티사페르네스가 암살되고 나서 그 자리를 이어받았으며, 마우솔루스는 헤카톰누스와 자신의 노력을 통해 강력한 왕권을 창출한 왕이었다.
아르테미시아는 그녀의 동생이자 남편이 죽은 후 2년간(기원전 353년부터 기원전 351년까지) 재위했다. 그녀의 통치는 "satrap"이라는 정의(定義)에 걸맞도록 이루어진 것이었으며, 그녀의 남편과 같은 원칙으로 행해진 것이었다. 그러면서 그녀는 로도스섬의 과두제통치를 지지했다.
역사가 대 플리니우스는 그녀가 할리카르나소스의 마우솔레움 건축을 개시한 사람이라고 적고 있다.:68 역사에서 그녀는 남편이자 동생인 마우솔로스의 죽음에 대해 특히 비통한 슬픔을 나타냈던 사실(史實)로 알려져 있는데, 항상 마시는 음료에 마우솔로스의 뼛가루를 타서 마셨다고 한다.
그녀가 로도스섬을 점령한 이후, 그녀의 정복을 기념하는 또다른 기념물을 세웠다. 로도스인들은 자유를 되찾고 난 뒤에 그것에 접근할 수 없도록 조치를 취했으며, 후에 그것은 아바톤(άβατον)으로 불렸다.

## 주해
1. ↑  오늘날 터키 아나톨리아반도 서남부에 위치했다.

## 참고 자료
- Smith, William (editor); Dictionary of Greek and Roman Biography and Mythology, "Artemisia (2)" 보관됨 2006-05-11 - 웨이백 머신, Boston, (1867)
- Virginia Brown's translation of Giovanni Boccaccio’s Famous Women, pp. 115–118; Harvard University Press 2001; ISBN 0-674-01130-9
- 본 문서에는 현재 퍼블릭 도메인에 속한 윌리엄 스미스가 쓴 《그리스와 로마의 전기와 신화 사전》 (1870년)의 내용을 기초로 작성된 내용이 포함되어 있습니다.